# Felix Hauptmann (Musiker)

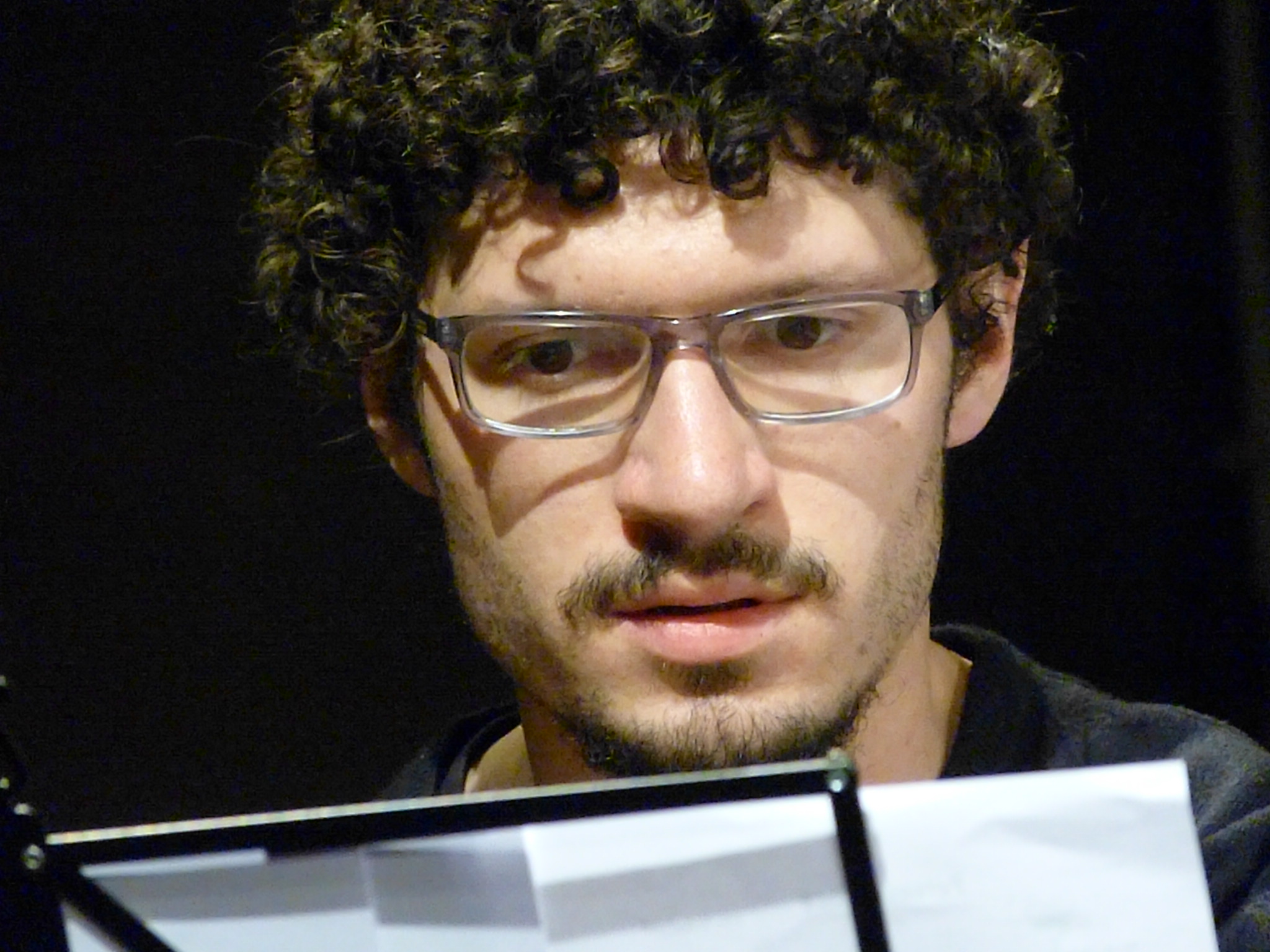
Felix Hauptmann (2019)

Felix Hauptmann (* 2. Oktober 1993) ist ein deutscher Jazzmusiker (Piano, auch Synthesizer, Komposition).

## Wirken
Hauptmann, der im Saarland aufwuchs, gründete 2009 mit Conrad Noll und Fabian Künzer das HNK Trio; 2011 erhielt das Trio den Studiopreis des Deutschlandfunks im Rahmen der Bundesbegegnung Jugend jazzt, sowie im September 2012 den 1. Platz beim „European Jazz Award“ in Kaiserslautern. In der Folge nahm das HNK Trio sein erstes Album First Steps (2012) auf, gefolgt 2014 von einem zweiten Album auf Unit Records, das gemeinsam mit dem Saxophonisten Florian Boos entstand.
Seit 2012 studierte Hauptmann an der Hochschule für Musik und Tanz Köln. Er gehörte zum Trio bzw. dem Quartett von Laura Totenhagen, mit der er die Alben Foliage (2017) und Yonic (2019) einspielte; zudem war er Mitglied in den Quartetten von Sabeth Pérez und von Martin Gasser (Blaues Gebet). Lennart Allkemper und Konstantin Döben holten ihn in ihr Projekt Solomons Kosmos, Peter Hedrich in sein Sextett. 2016 und 2017 war er Mitglied im Bundesjazzorchester (Verley uns Frieden). Weiterhin arbeitete er mit Gerd Dudek, Manfred Schoof, Matthias Nadolny, Jörg Achim Keller, Niels Klein, Jiggs Whigham, Fabian Arends, Reza Askari, Andreas Pientka, Fabian Dudek (Creating Meaning, Isolated Flowers), Julius van Rhee und Benedikt Koch. 2020 legte er mit seinem eigenen Quartett das Album Talk vor. Mit dem kollaborativen Jazz-Piano-Trio Percussion veröffentlichte er 2022 ein gleichnamiges Album, dem im Folgejahr unter seinem Namen ein zweites Volume folgte, das von der Kritik teilweise besonders herausgestellt wurde.

## Preise und Auszeichnungen
Beim Internationalen Jazzwettbewerb in Mechelen gewann Hauptmann 2015 den Preis als bester Solist. 2022 erhielt er das Horst und Gretl Will Stipendium für Jazz/Improvisierte Musik, weil er sowohl ein hellhöriger Sideman sei als auch an der Findung und Erfindung eigener Wege in der Komposition arbeite. Zudem versuche er „als einer der gegenwärtigen Wiederentdecker des analogen Synthesizers … Erweiterungen des Klangspektrums improvisierter Musik“, heißt es in der Begründung der Jury.

## Diskographische Hinweise
- Hauptmann/Schönegg/Philipp (Bandcamp 2018)
- Talk (Klaeng Records 2020, mit Reza Askari, Fabian Arends sowie Christian Weidner)[7]
- Percussion: Percussion II (Boomslang Records 2023, mit Roger Kintopf, Leif Berger)[5]
- Fabian Dudek: Distant Skies, We Dream (Traumton, 2024)